# Västlig gyllingnålfågel
Västlig gyllingnålfågel (Lobotos lobatus) är en afrikansk fågel i familjen gråfåglar inom ordningen tättingar.

## Utseende och läten
Västlig gyllennålfågel är en 21 cm lång färgglad fågel. Hanen har svart huvud, grön rygg, gulaktig eller orange undersida med bjärt orangefärgad mungipa. Honan är något mindre färgglad än honan. Arten är mycket lik skogslevande gyllingar, men är mindre med en mindre och svart, ej röd, näbb. Den orangefärgade mungipan är unik. Det enda beskrivna lätet är ett "tzzitt" som hörs i flykten.

## Utbredning och systematik
Fågeln förekommer i Västafrika från östra Sierra Leone till Liberia, Elfenbenskusten och södra Ghana. Den behandlas som monotypisk, det vill säga att den inte delas in i några underarter.

## Status och hot
Västlig gyllingnålfågel har ett stort utbredningsområde men tros minska kraftigt i antal, till viss följd av habitatförlust. Fågeln är därför upptagen på internationella naturvårdsunionen IUCN:s röda lista över hotade arter, kategoriserad som sårbar (VU).